# Luca Manolache
Luca Manolache (n. 17 mai 2005, Târgoviște, Dâmbovița, România – d. 28 februarie 2025, București, România) a fost un fotbalist român care a jucat pentru FCSB, FC Chindia Târgoviște și FC Metaloglobus București.

## Carieră
Fiind un junior promițător, cu apariții pentru naționalele de tineret ale României el a fost curând recrutat de echipa română de primă ligă FCSB, pentru care a jucat 1 meci la seniori și mai multe meciuri la juniori, înainte de a fi împrumutat la echipe din Liga a II-a pentru a câștiga experiență.

## Deces
Manolache a murit în urma unui aparent atac de cord la 28 februarie 2025, la vârsta de 19 ani. El era bolnav de câteva luni, fără un diagnostic clar, și nu se antrena și nu juca.